# Iridiscencia
La iridiscencia es un fenómeno óptico caracterizado como la propiedad de ciertas superficies en las cuales el tono de la luz varía de acuerdo al ángulo desde el que se observa la superficie como en las manchas de aceite, las burbujas de jabón, las alas de una mariposa y el lado reproducible del disco láser, ya sea CD o DVD. 

## Mecanismo
La iridiscencia es causada por múltiples reflexiones de la luz en múltiples superficies semitransparentes, donde los subsecuentes cambios de fase e interferencia de las reflexiones modulan la luz por la amplificación o atenuación de las diferentes longitudes de onda. Dependiendo del ángulo con el que se ilumine la superficie, se verá de distintos colores. 
Si las longitudes de onda de los rayos reflejados están “en fase”, se exaltarán uno al otro. A este fenómeno se le conoce como “interferencia constructiva” y produce los colores iridiscentes. Por el contrario si los dos rayos de luz que se reflejan tienen longitudes de onda “fuera de fase”  uno con el otro, el segundo rayo cancelará la reflexión del primero. Este fenómeno se conoce como “interferencia destructiva” y reduce la intensidad del color. Como las condiciones de interferencia dependen de la longitud de onda, la intensidad de luz reflejada por una película dada varía considerablemente con la longitud de onda. Ello produce los efectos de color de iridiscencia cuando se ilumina la película con luz blanca.
El funcionamiento del color puede ser explicado por un efecto óptico llamado “interferencia de la película final”. Este efecto ocurre cuando una o dos sustancias con diferentes cualidades de refracción de luz (ya sea el aire o el agua) están formando una capa o película. Algunos colores son más reflejados y otros más transmitidos, en otras palabras, la capa fina refleja más ciertos colores que otros. En el caso de las hojas de unos helechos, como los de Selaginella willdenowii  es causado por la presencia de una capa más fina en la epidermis superior. La capa debe reflejar más la luz azul y transmitir más la luz roja.

## Etimología
El término iris tiene su origen etimológico en la palabra griega ἴριϛ íris que significa arcoíris, y que también es el nombre de la diosa Iris en la mitología griega: personificación del arcoíris y mensajera de los dioses que dejaba una estela de colores luminosos tras su paso.

## Capas iridiscentes
Las capas iridiscentes consisten en capas separadas por distancias prácticamente iguales, del orden de la longitud de onda de la luz, formadas por sedimentación de partículas, que al ser observadas con la luz reflejada presentan coloraciones intensas.

## Iridiscencia en la naturaleza

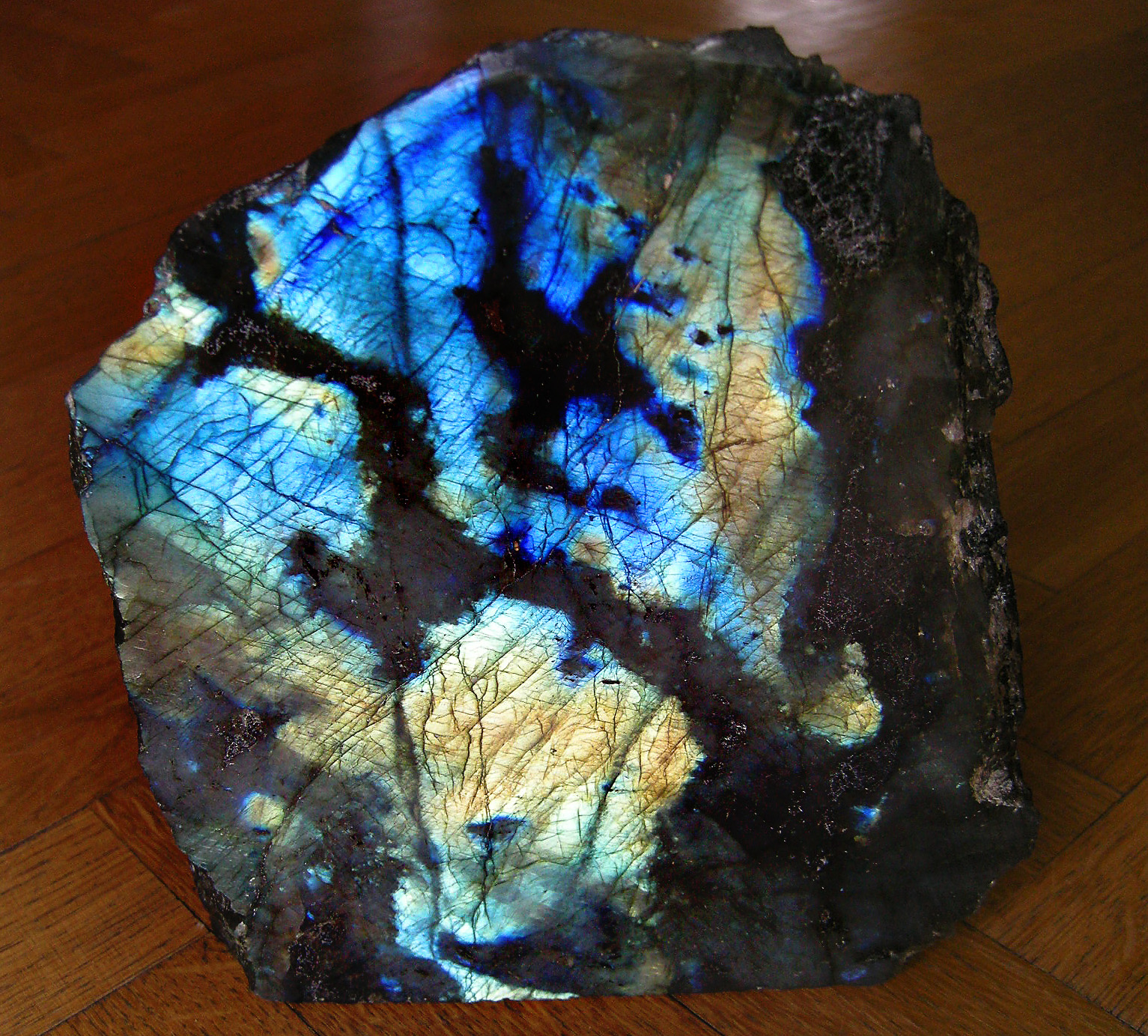
Labradorita

La iridiscencia es muy común en la naturaleza, podemos verla fácilmente en insectos, aves y peces, en plantas y hongos en dónde se han encontrado esporas iridiscentes en Ascomicetes que solo se podrán ver de este color en el hongo cuando esté esporulando, además en el petróleo y muchos aceites animales o vegetales.
Entre los cristales iridiscentes podemos mencinar a la Ammolita, la ágata de fuego, la Labradorita y la piedra de luna. 
La perlacencia es la iridiscencia en la que el color más reflejado es el blanco, este fenómeno se aprecia en algunas ostras como la Pinctada margaritifera, también en algunos los cristales como el Ópalo, su iridescenciaes también llamada opalescencia o iridiscencia lechosa.
La iridiscencia también se aprecia en las nubes iridiscentes, este fenomento también es llamado irisación.

### La iridiscencia en los seres vivos
En muchos casos la iridiscencia se reporta como una cualidad pero existen propuestas interesantes para medir y cuantificar este fenómeno en los seres vivos.
El color en los seres vivos se puede generar de tres formas: pigmentos, color estructural y bioluminiscencia. El color estructural apareció en los seres vivos durante la explosión del Cámbrico hace 500 millones de años, cuando las criaturas vivientes comenzaron a desarrollarse y diversificarse rápidamente. El color estructural puede dividirse en iridiscente y no iridiscente .

### Insectos
Las estrategias de las mariposas para cambiar, aparentemente, los colores de sus alas se pueden realizar en lentes de contacto coloridos que ayudan a mejorar el aspecto de los ojos al modificar el color de la retina. Entre ellas se puede mencionar la especie morpho didius.
Las arañas Maratus, también llamadas arañas pavo real tienen colores y patrones azul y rojo con porciones iridescentes para comunicarse entre ellas.

### Aves
El plumaje de algunas aves también puede ser iridiscente, entre ellos pueden mencionarse los pavos reales, los zanates, algunas especies de patos con plumaje iridescentes como el pato de collar y los patos Cayuga y algunaspalomas iridiscentes como la Columba livia

### Plantas
En las plantas David W. Lee es  pionero en el estudio del color estructural y la iridiscencia en las plantas. Uno de los casos más llamativos del color estructura en frutos es el de Pollia condensata que presenta el color iridiscente más azul e intenso que se haya identificado en algún ser vivo.

### Reptiles
La iridiscencia en los reptiles es común y se ha registrado para varias especies el más reciente es el caso de una nueva especie descrita de serpiente Achalinus zugorum encontrada en Vietnam.

### Moluscos
La iridiscencia en los  moluscos representa un caso interesante reportado en pulpos y calamares que se genera por cambios en la piel de los organismos en donde se localizan células especializadas llamadas iridocitos en donde se encuentran proteínas llamadas reflectinas que producen color estructural de llamativos colores iridiscentes en especies como Sepia officinalis.

### Ctenóforos
Los Ctenóforos son animales marinos bioluminiscentes e iridiscentes, su hidroesqueleto o mesoglea contiene células especializadas que se encargan de producir luz o bioluminiscencia.

## Aplicaciones industriales
Los lentes se fabrican apilando capas de partículas dieléctricas en las que se alternan altos y bajos índices de refracción. La combinación de películas fabricadas con nanomateriales en las que el grosor de las mismas también es de escala nanométrica permite a los científicos, mediante los fenómenos de interferencia constructiva y destructiva modular las propiedades reflectivas de los lentes y, por ende, su color.
Los productos de belleza basados en nanopartículas usan ingredientes con propiedades ópticas controladas, de manera que se puede obtener un desvanecimiento de las arrugas y otras imperfecciones gracias a que difunden la luz en todas las direcciones. Uno de los procesos para desaparecer a simple vista las arrugas se realiza con una o varias capas de películas que contienen pigmentos de interferencia. Las películas tienen diferentes índices de refracción y reflejan los colores con base en el fenómeno de interferencia constructiva y destructiva.

## Galería

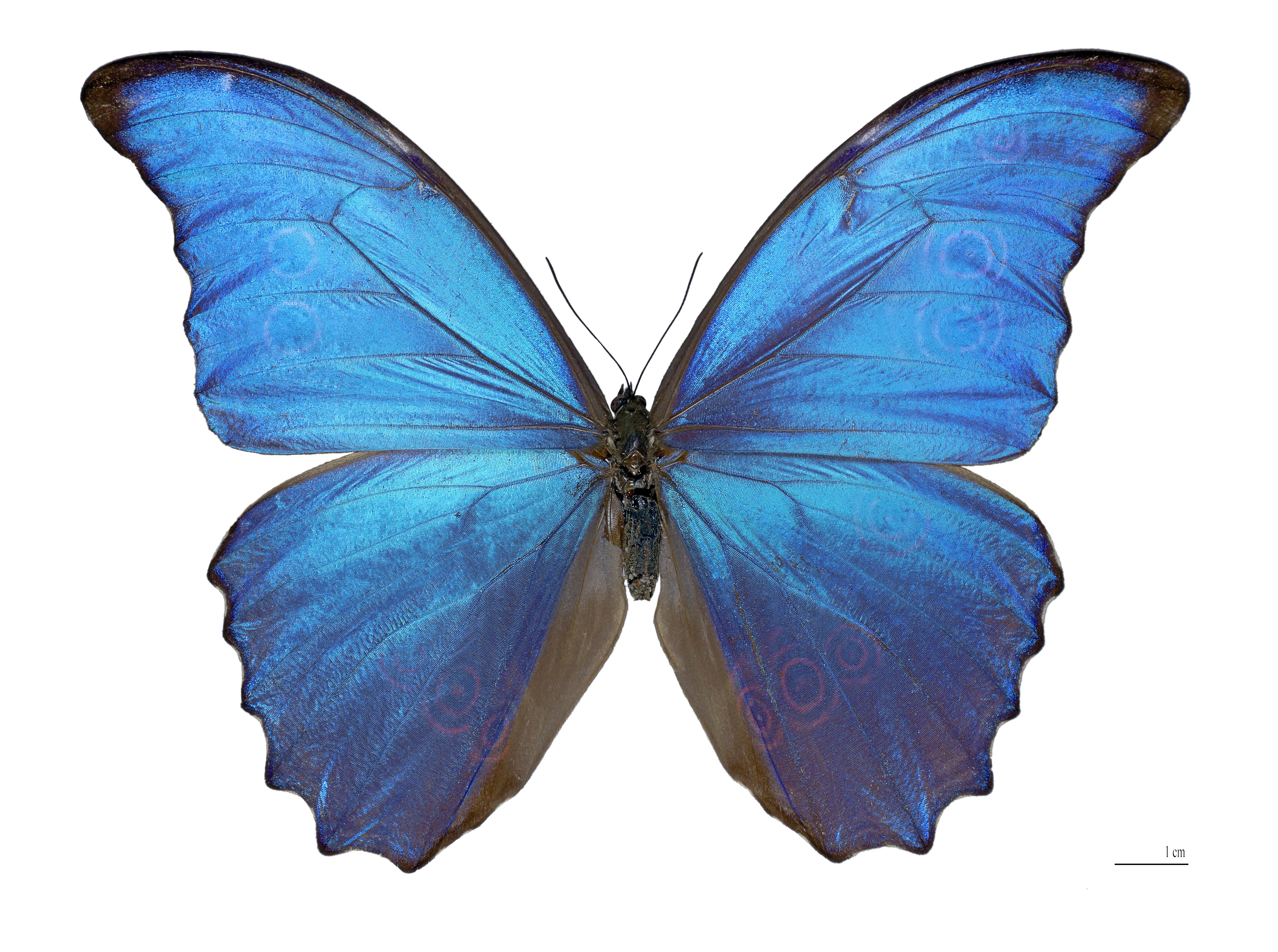
La iridiscencia de las alas de la mariposa Morpho didius.
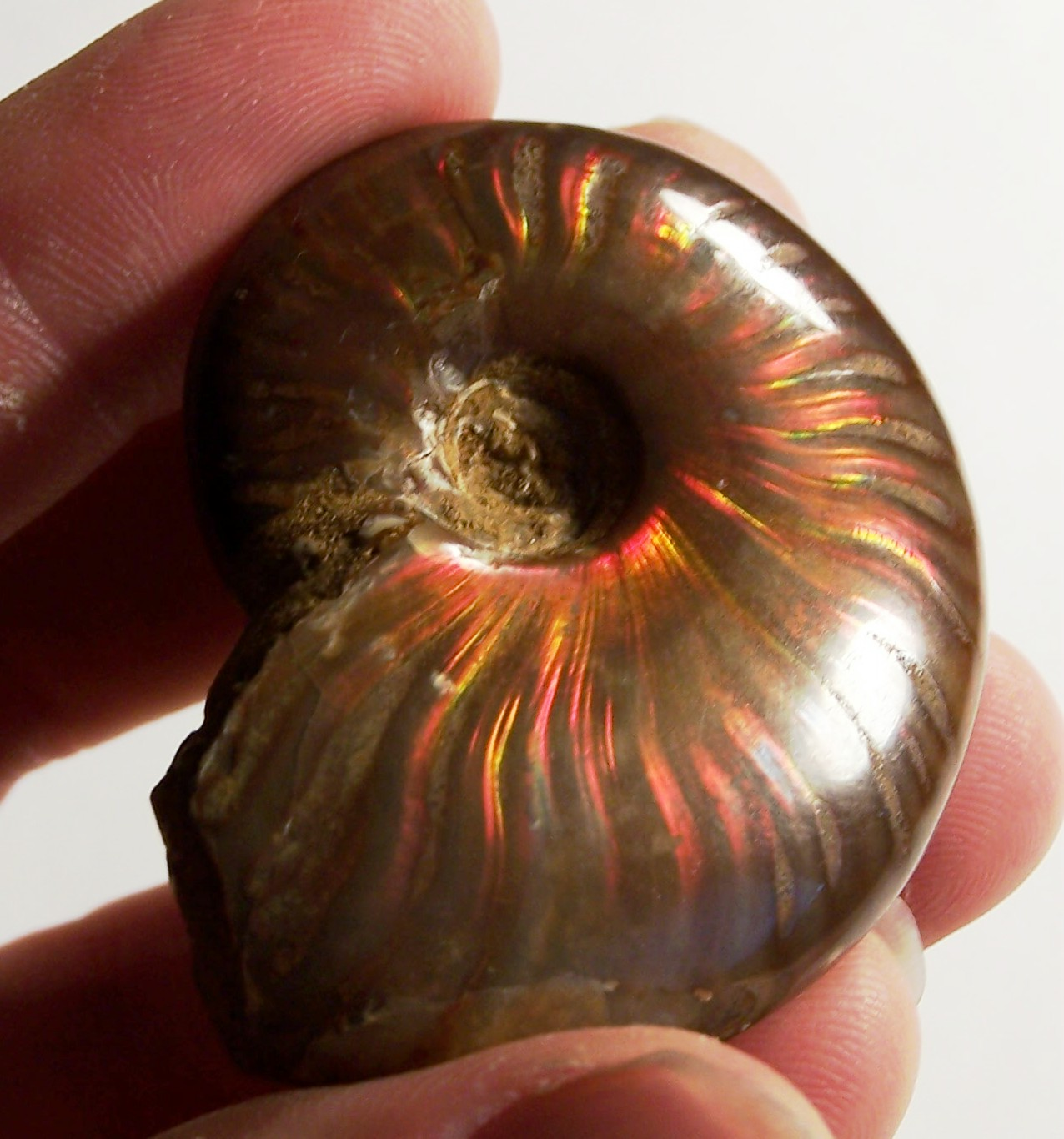
fósil de amonite mostrando iridiscencia.
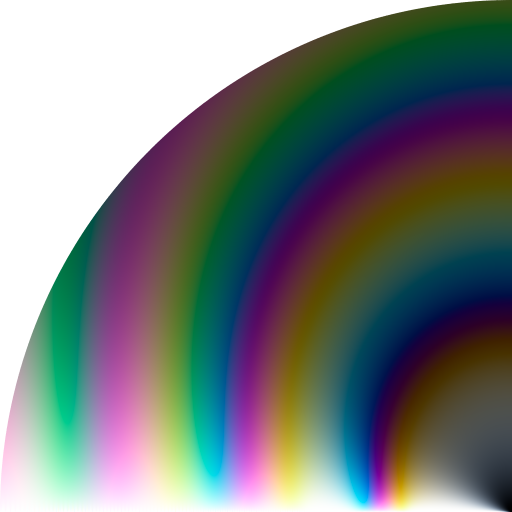
Colores reflejados por una fina película de agua iluminada con luz blanca no polarizada. El radio es proporcional al espesor de la película y el ángulo polar es el ángulo de incidencia.
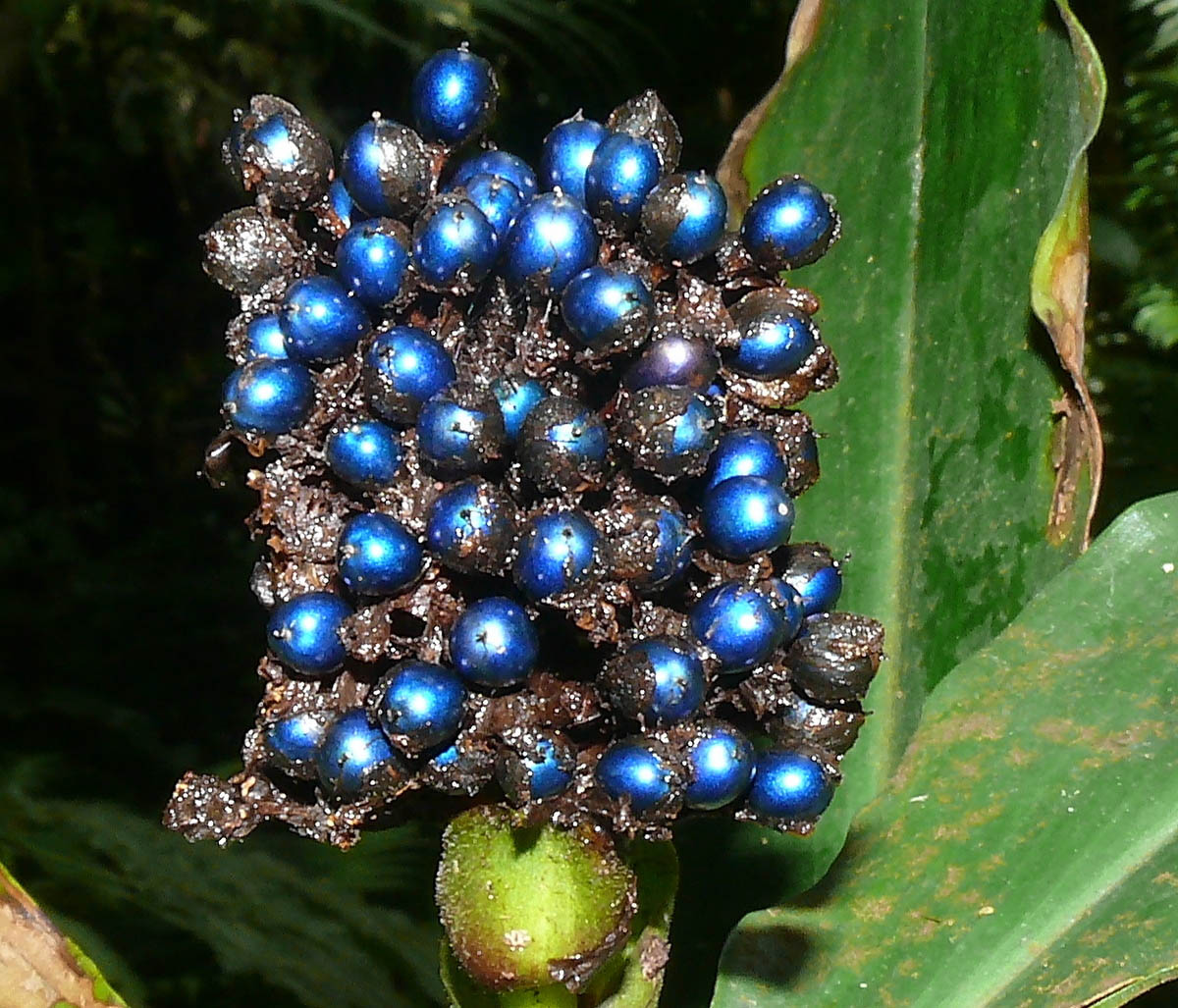
Pollia condensata se ve azul intenso pero carece de pigmento azul
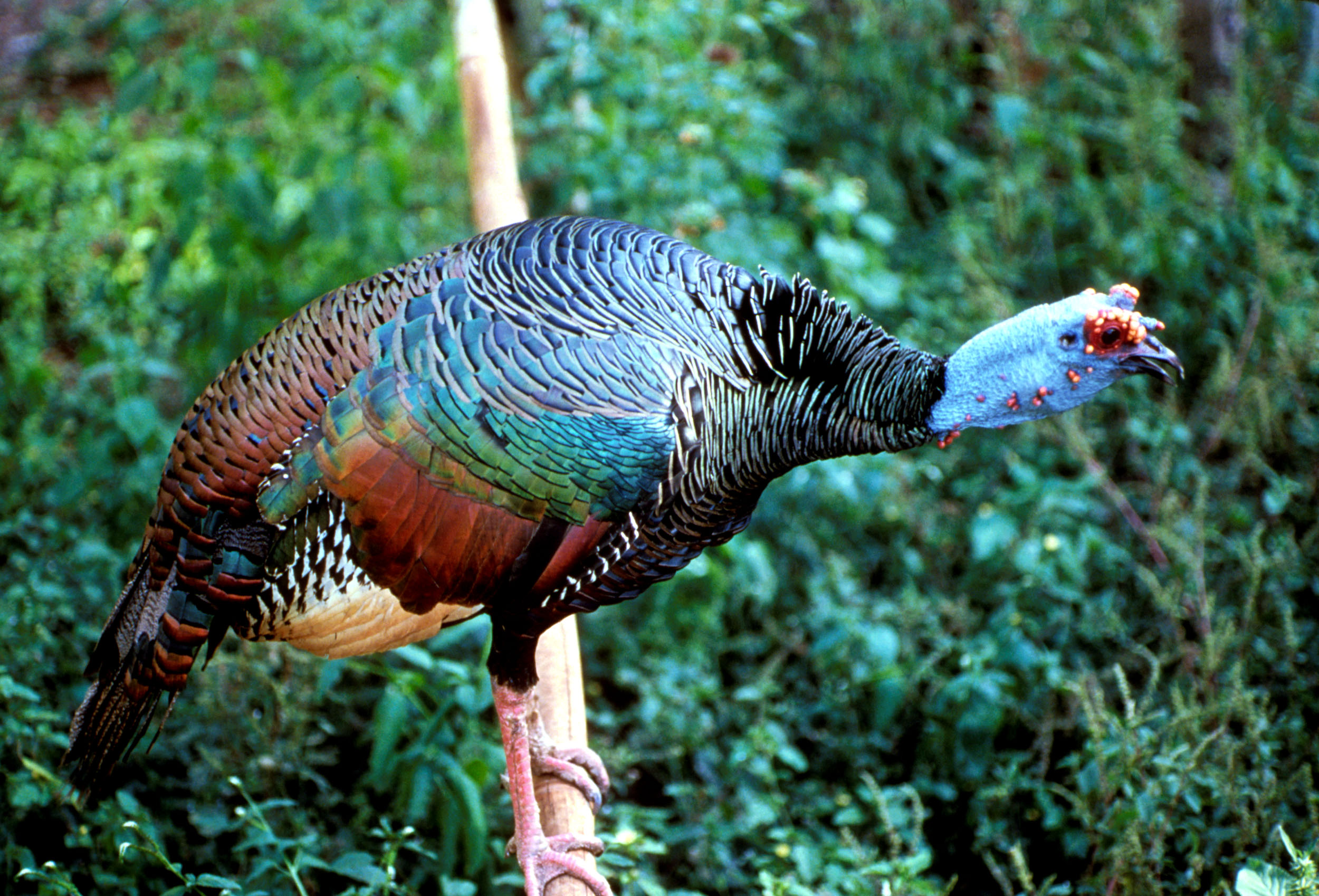
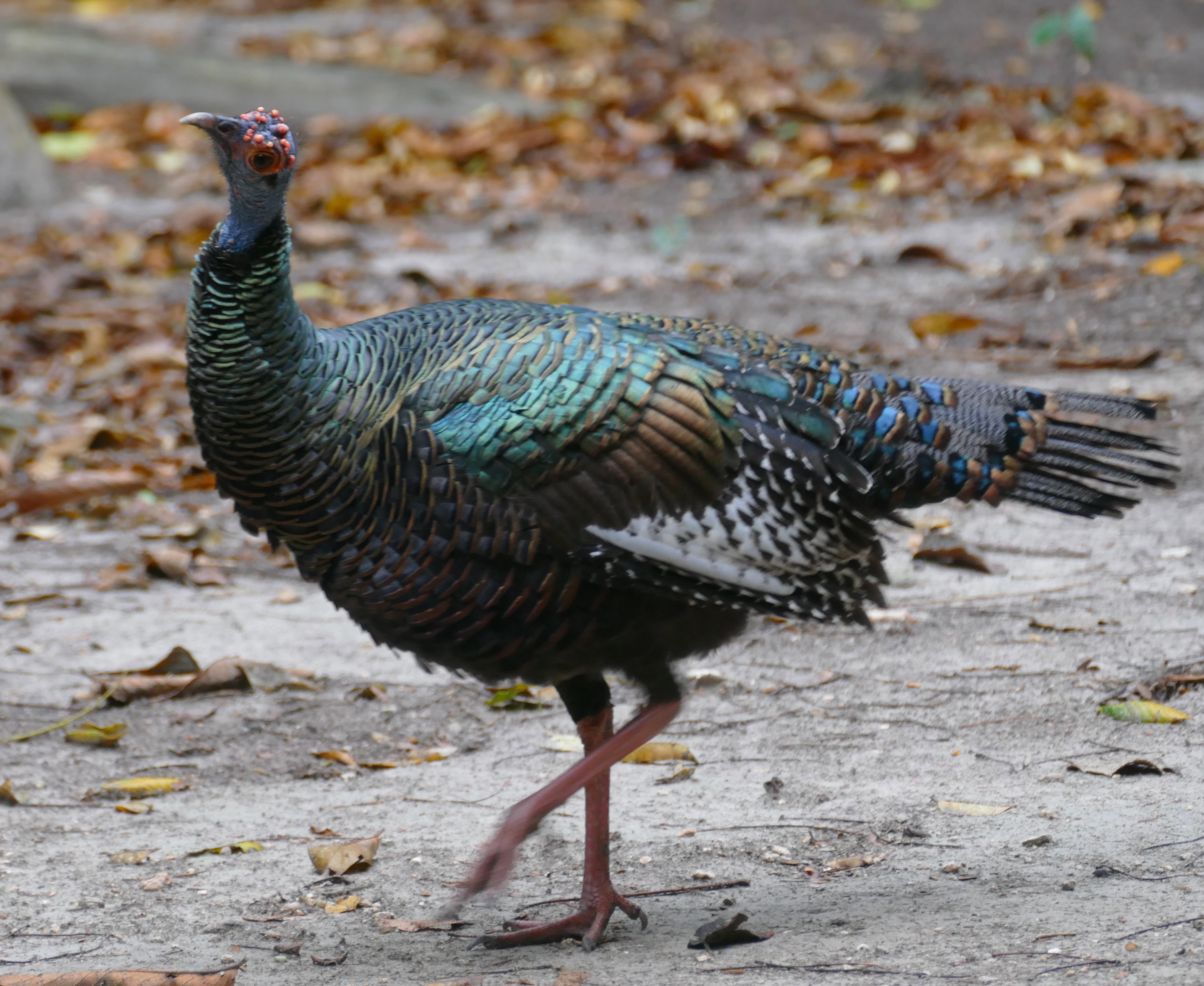
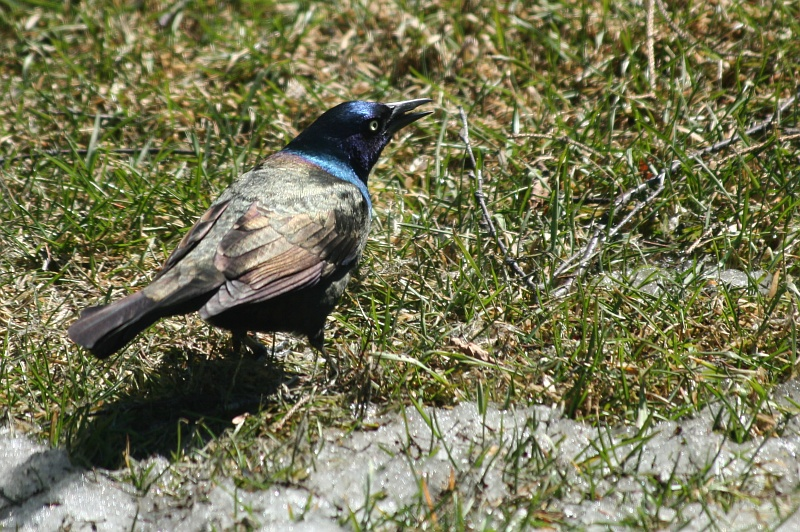
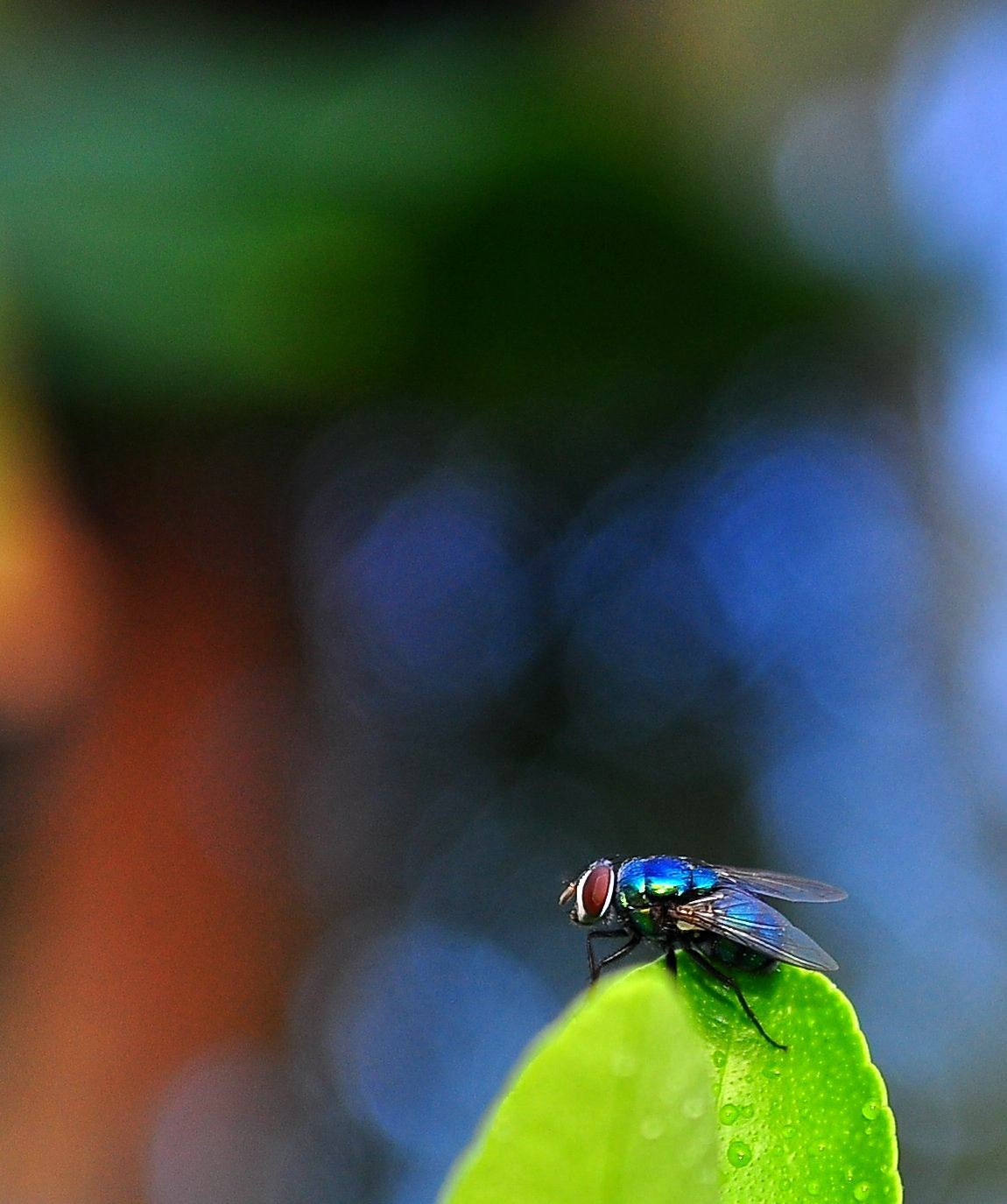
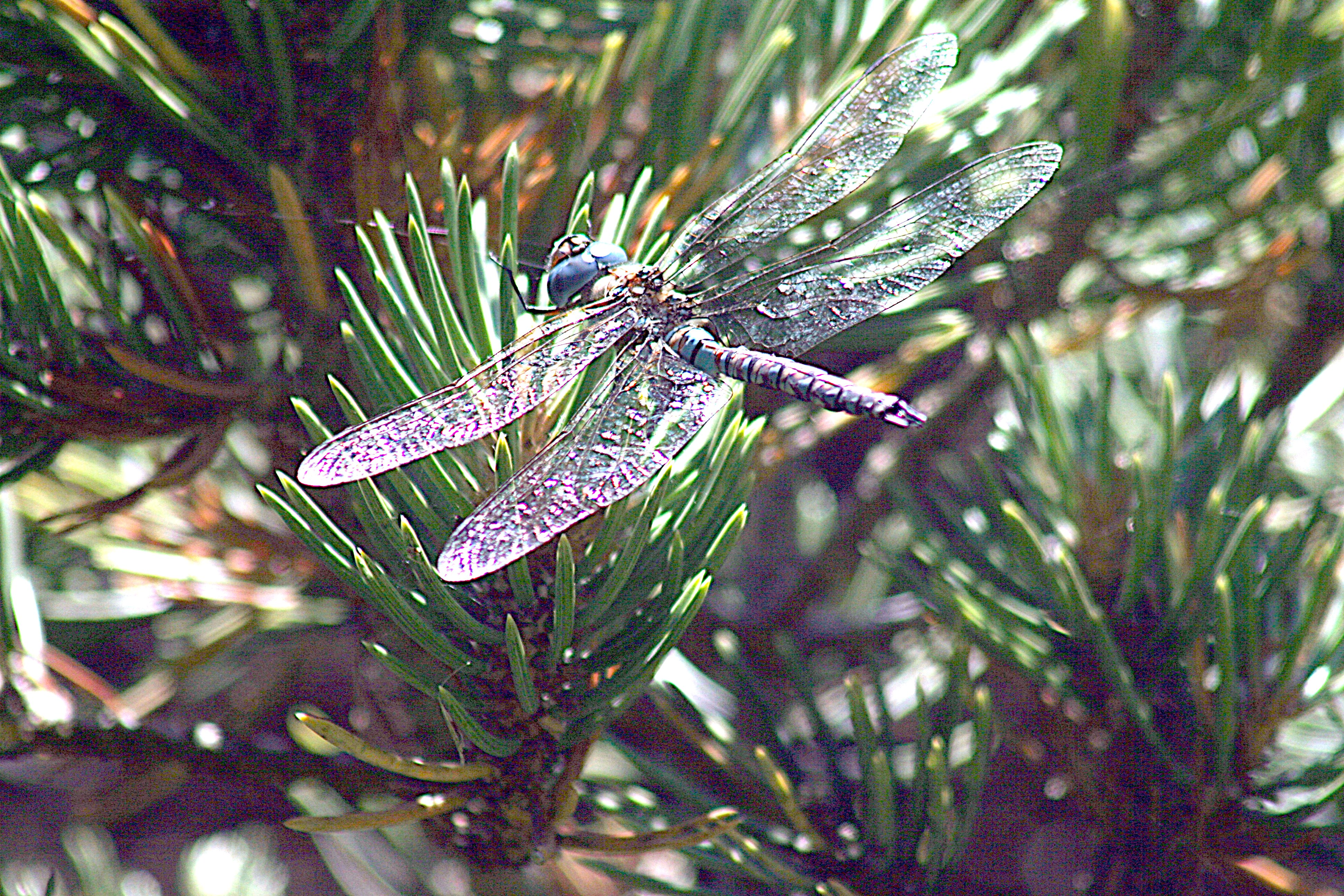
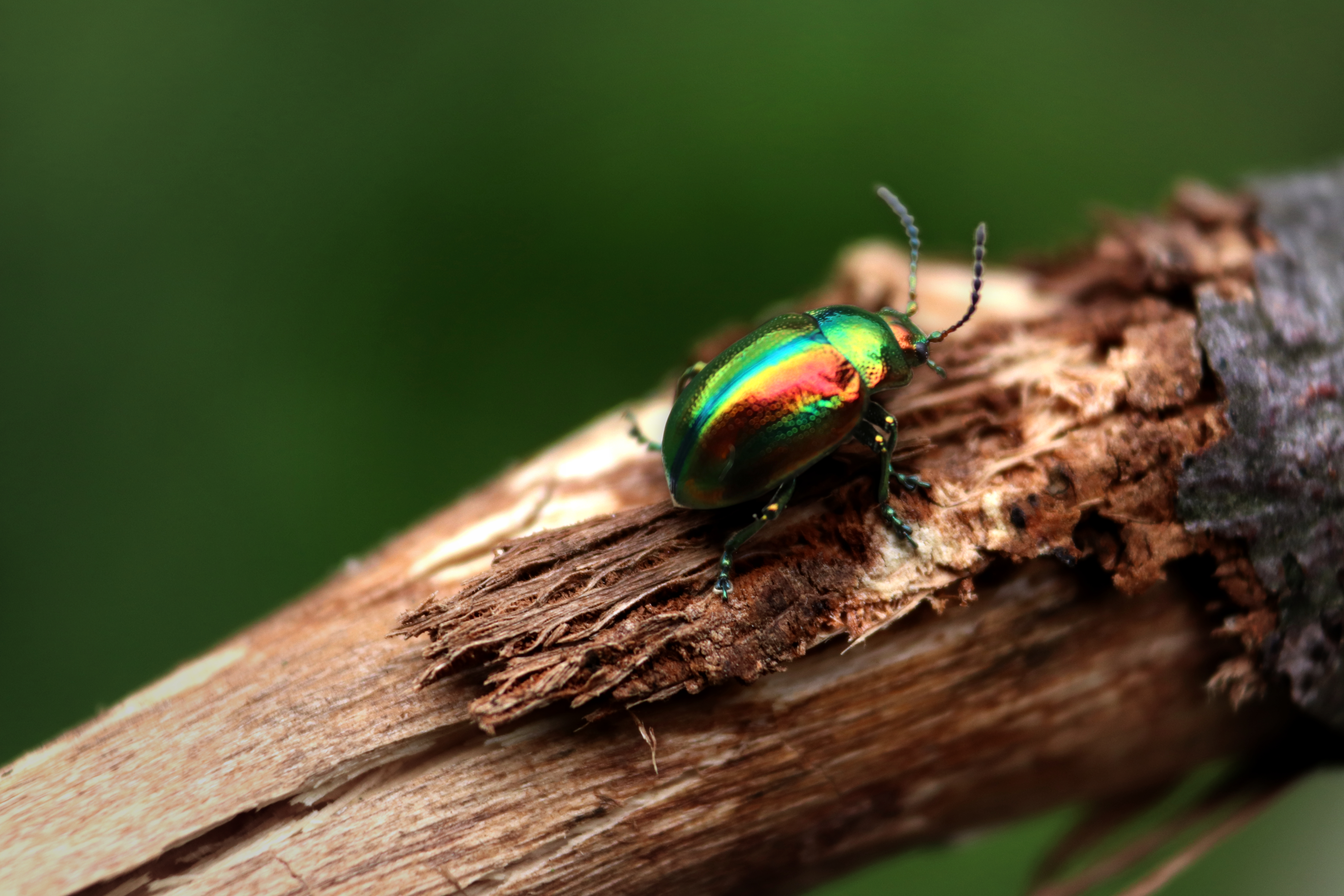
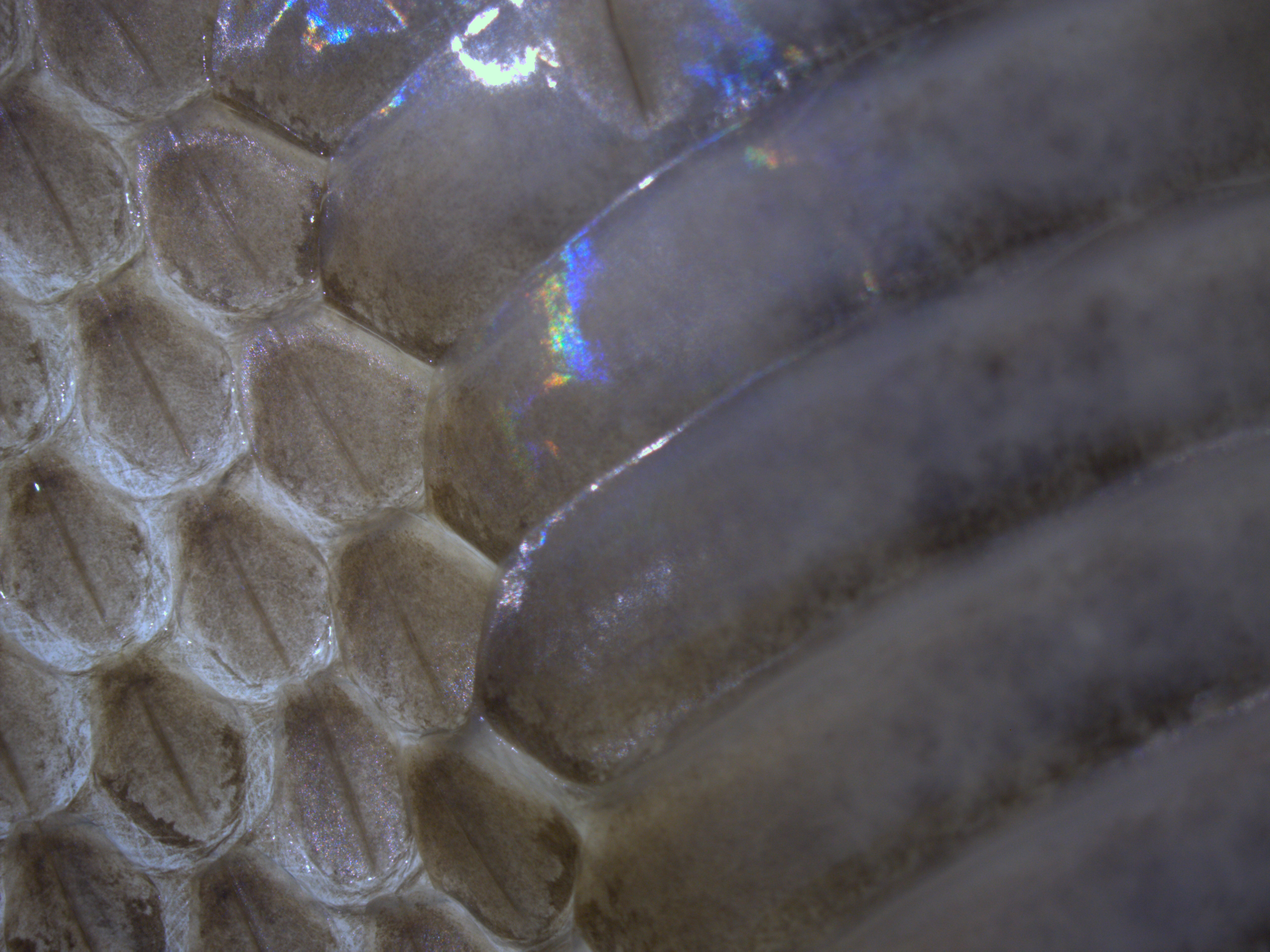
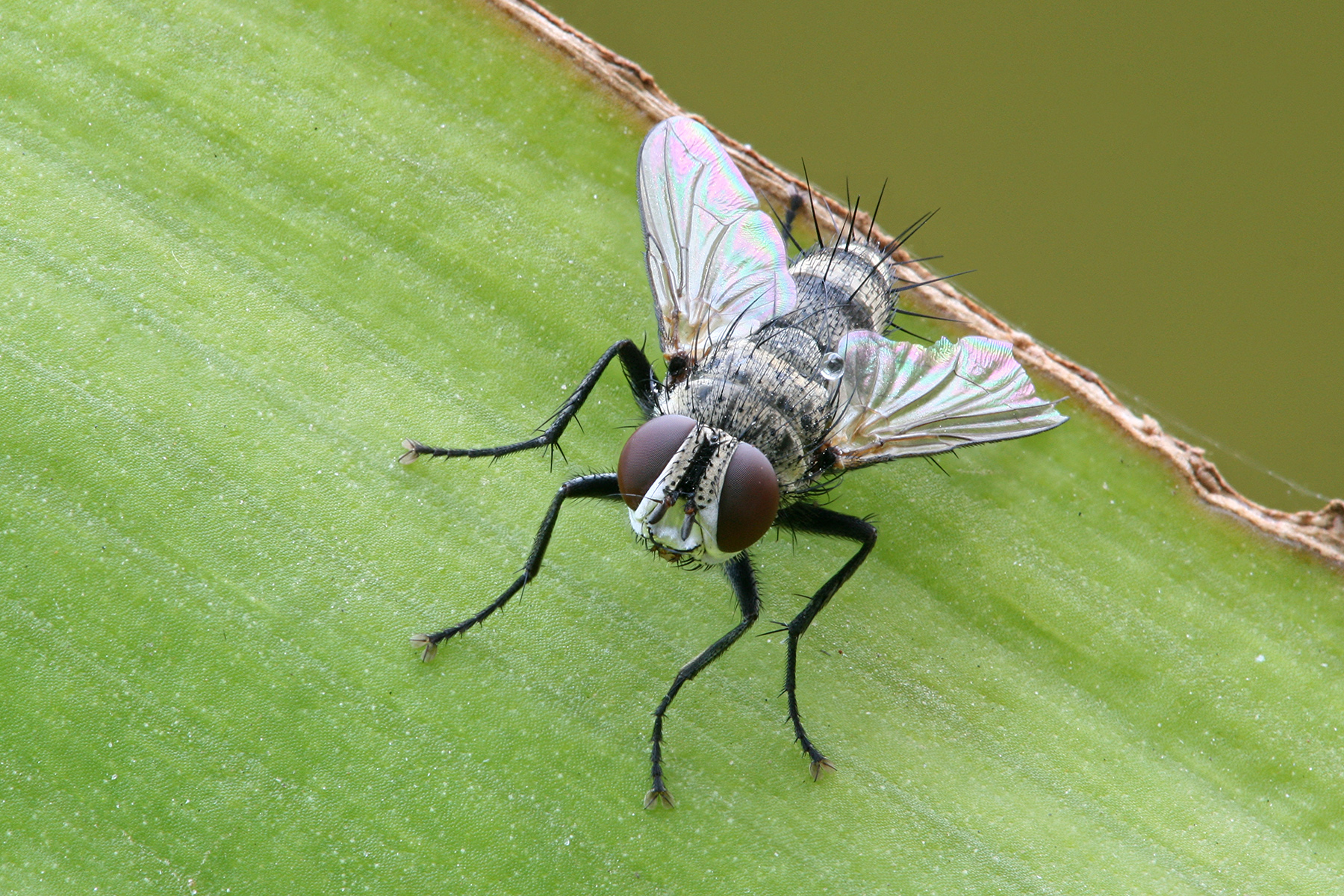
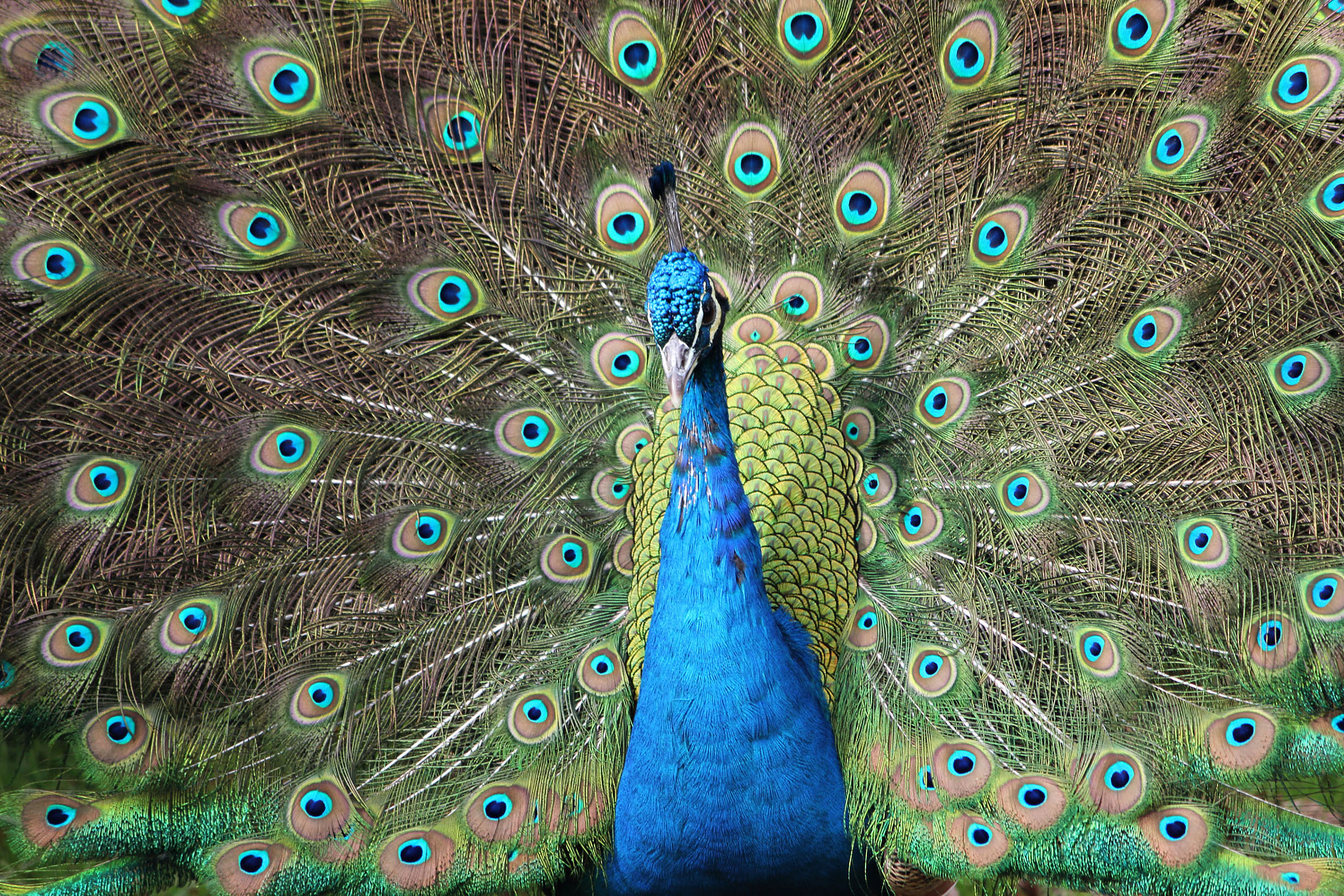
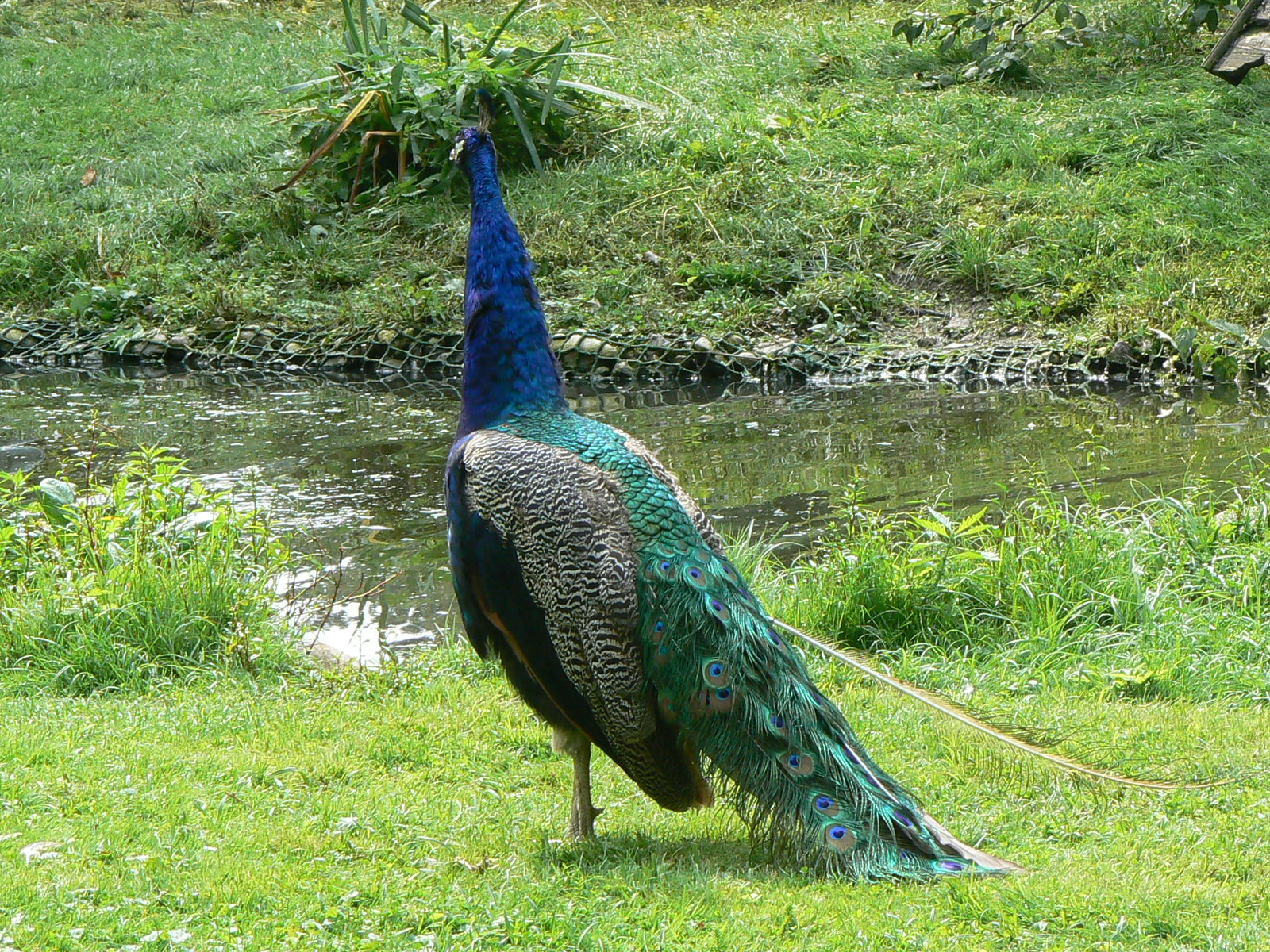
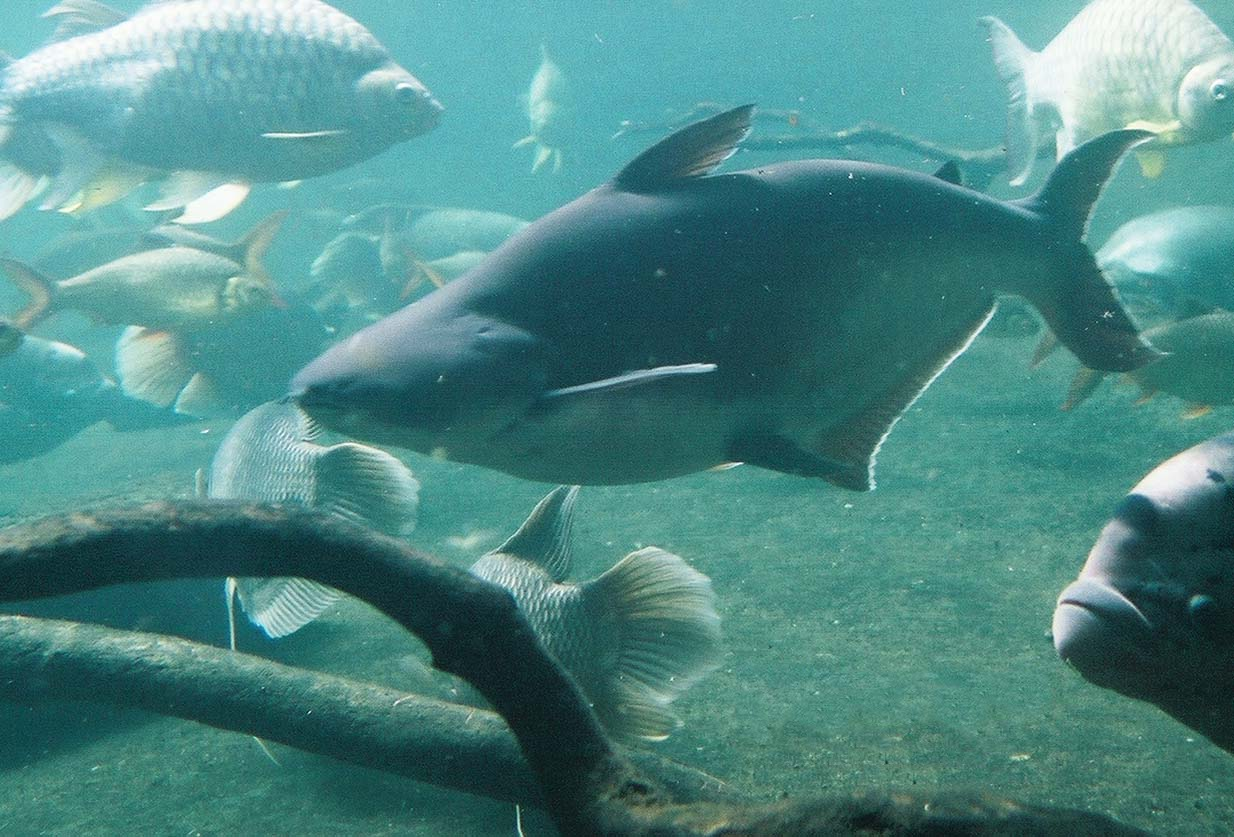
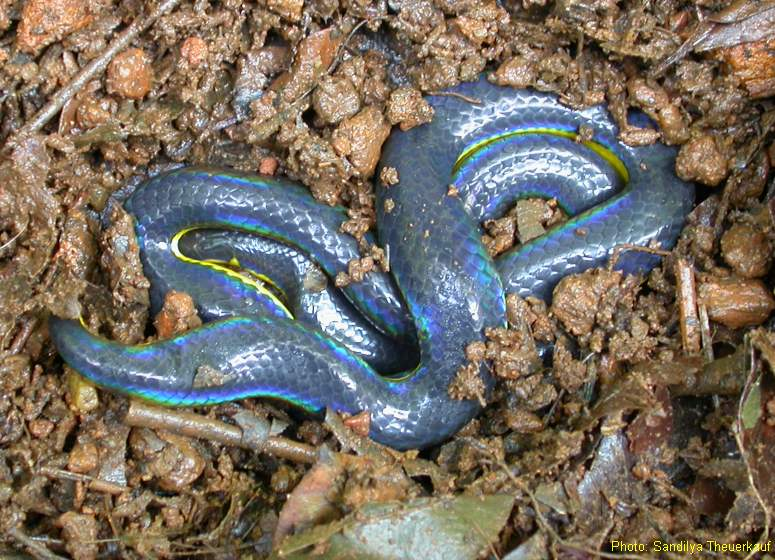
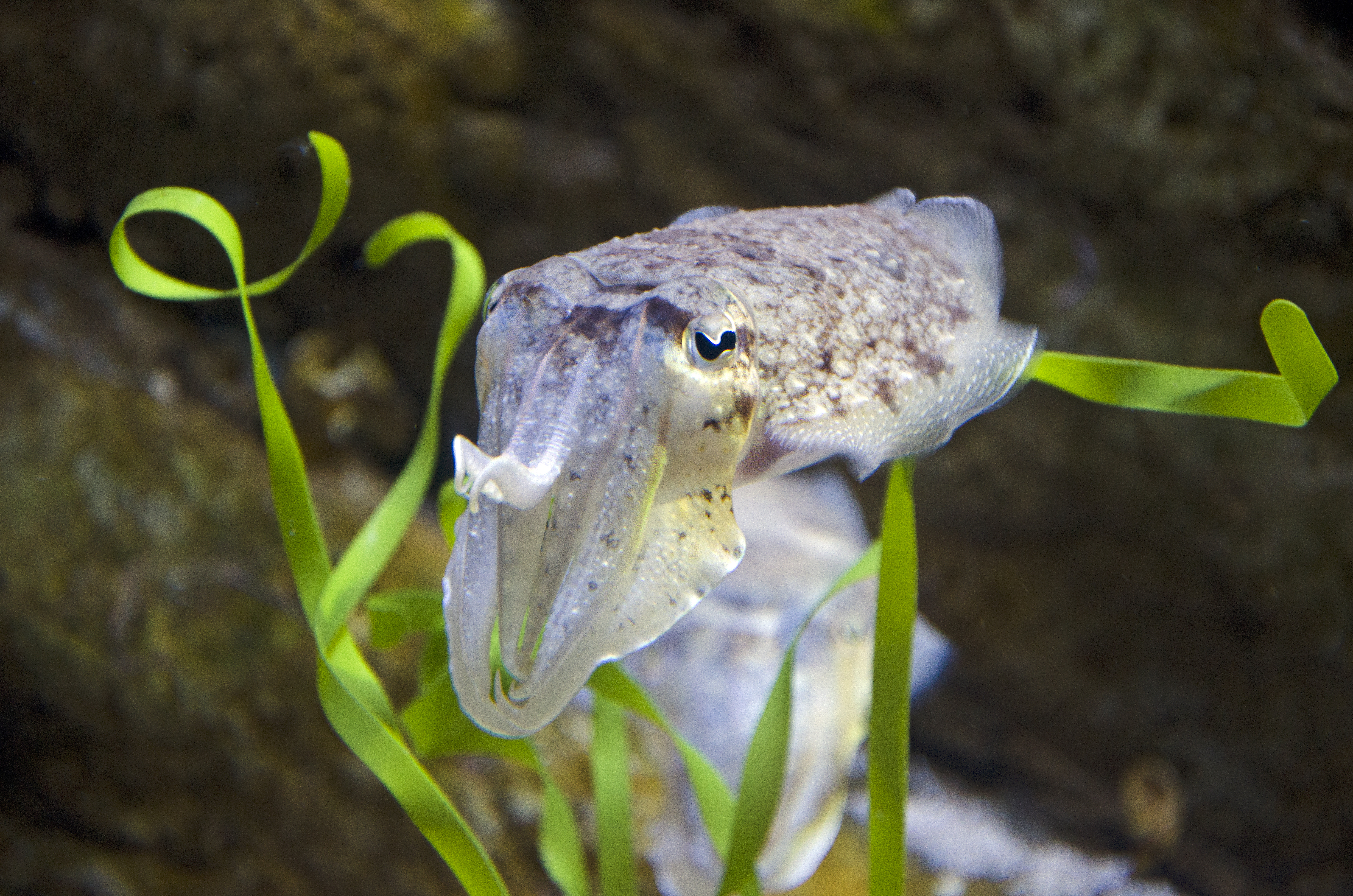
Sepia officinalis genera iridiscencia a partir de la proteína de la familia de las reflectinas contenida en los iridióforos de la piel del molusco